# Platnickus reni
Espèce
Platnickus reni est une espèce d'araignées aranéomorphes de la famille des Gnaphosidae.

## Distribution
Cette espèce est endémique du Sichuan de Chine,. Elle se rencontre dans le xian de Barkam.

## Description
Le mâle holotype mesure 5,71 mm.

## Systématique et taxinomie
Cette espèce a été décrite par Liu et Zhang en 2023.

## Étymologie
Cette espèce est nommée en l'honneur de Guo-dong Ren.

## Publication originale
- Liu & Zhang, 2023 : « Revision of the genus Scopoides Platnick, 1989 from China, with description of a new genus (Araneae, Gnaphosidae). » ZooKeys, vol. 1172, p. 203-215 (texte intégral).